# Samuel Paul Wiltshire
Samuel Paul Wiltshire (ur. 13 marca 1891 w Burnham-on-Sea, zm. 13 maja 1967) – angielski mykolog i fitopatolog.

## Życie i praca naukowa
Studiował na Uniwersytecie Bristolskim i w Emmanuel College w Cambridge, gdzie uzyskał tytuł magistra. W 1914 przez krótki czas pracował w Long Ashton Research Station, potem brał udział w I wojnie światowej. W 1919 roku powrócił jako mykolog zatrudniony w Long Ashton Research Station i przez kilka lat badał choroby drzew owocowych, zwłaszcza parcha jabłoni i parcha gruszy. W 1922 roku Edwin John Butler mianował go członkiem personelu Imperial Bureau of Mycology (obecnie International Mycological Institute). Główną funkcją Biura, która przez dziesięciolecia pozostawała podstawową funkcją Instytutu, było wydawanie miesięcznika „Review of Applied Mycology”. Streszczenia zawierają omówienie światowej literatury na temat chorób roślin. W 1922 roku Wiltshire poślubił Violet Gertrude Scott.
W latach 1924–1939 był zastępcą dyrektora Imperial Bureau of Mycology, które w 1930 r. zostało przemianowane na Imperial Mycological Institute. Od 1940 r. aż do przejścia na emeryturę w 1956 r. był dyrektorem tej instytucji (w 1948 r. zmieniła nazwę na Commonwealth Mycological Institute).
W roku akademickim 1943–1944 był prezesem Brytyjskiego Towarzystwa Mykologicznego. Zainicjował powstanie czasopism „Mycological Papers”, „Phytopathological Papers” i regularną publikację geograficznego rozmieszczenia chorób roślin. Zainicjował również czasopismo streszczające, „Review of Medical and Veterinary Mycology, Index of Fungi”, zawierające nowe nazwy proponowane dla rodzajów i gatunków grzybów oraz roczną (później półroczną) „Bibliografię systematycznej mykologii”. Jednym z bardziej znanych jego publikacji są artykuły o rodzajach pasożytniczych grzybów Alternaria i Stemphylium.
Przy nazwach naukowych utworzonych przez niego taksonów standardowo dodawane jest jego nazwisko Wiltshire (zobacz: lista skrótów nazwisk botaników i mykologów).